# 호칸 알곳손
호칸 울프 예란 알곳손(스웨덴어: Håkan Ulf Göran Algotsson, 1966년 8월 5일~)은 스웨덴의 은퇴한 아이스하키 선수로. 현역 시절 포지션은 골텐더이다. 엘리트세리엔의 프뢸룬다 HC에서 대부분의 선수 경력을 보냈으며 스웨덴 국가대표팀의 일원으로 1994년 동계 올림픽에서 금메달을 획득했다.